# Calea coronopifolia
Calea coronopifolia là một loài thực vật có hoa trong họ Cúc. Loài này được Sch.Bip. ex Krasch. mô tả khoa học đầu tiên năm 1923.